# Old Before I Die
«Old Before I Die» es una canción de 1997 de Robbie Williams, y su primer sencillo de su álbum debut, Life Thru A Lens. Se volvió número dos en el Reino Unido cuando fue lanzado en abril de ese año. La canción ha vendido 175 000 copias en el Reino Unido, siendo la vigésima séptima canción más vendida de Robbie Williams en el Reino Unido.

## Lados B

### Average B-Side
Es una canción escrita por Robbie Williams y K. King. Esta canción fue tocado en el recital The Forum en 1998.

### Better Days
Es una canción escrita por Robbie Williams y Guy Chambers. Al parecer, nunca fue tocada en vivo.

### Kooks
Es un cover del cantante inglés David Bowie. La canción pertenece al álbum Hunky Dory grabado en 1971. La canción original dura 2:53 mientras que la versión de Williams, 2:36.

### Making Plans For Nigel
Es un cover de la banda inglesa XTC. Aparece en el álbum Drums and Wires grabado en 1979. Al parecer en la versión es un mensaje hacia el exmánager, Nigel Martin-Smith, de la banda en la que esta, Take That.

## Formatos y lista de temas
Hay formatos y lista de temas de mayor lanzamiento del sencillo "Old Before I Die".
UK CD1

(Released 14 de abril de 1997)
1. «Old Before I Die» - 3:50
2. «Average» B-Side - 2:58
3. «Better Days» - 3:30

UK CD2

(Released 14 de abril de 1997)
1. «Old Before I Die» - 3:50
2. «Kooks» - 2:36
3. «Making Plans For Nigel» - 4:05

## Posicionamiento
| Listas (1997)          | Posición |
| ---------------------- | -------- |
| UK Singles Chart       | 2        |
| Latvian Singles Chart  | 18       |
| Swiss Singles Chart    | 30       |
| Austrian Singles Chart | 30       |
| Dutch Singles Chart    | 53       |